# Blaszka (łyżwiarstwo)
Blaszka – element mocowany dawniej w obcasie buta do jazdy na łyżwach, pozwalający w sposób półtrwały połączyć trzewik z tyłem łyżwy. Przód łyżwy mocowany był zazwyczaj przy pomocy żabki i pasków.
Blaszki umożliwiały mocowanie łyżew do zwykłych butów, w jakich chodziło się zimą. Blaszka była wykonana z blachy stalowej o grubości 2 mm, miała kształt kwadratu o boku 30 mm. W czterech narożach były otworki o średnicy 2,5 mm służące do przykręcenia blaszki wkrętami do obcasa buta. Na środku blaszki był owalny otwór o wymiarach 6x10 mm. Łyżwa miała wystający trzpień o kształcie pasującym do otworu w blaszce. Aby umocować łyżwę do buta należało trzpień łyżwy włożyć od otworu w blaszce i łyżwę przekręcić o 90 stopni, a następnie przód łyżwy umocować do buta ruchomymi szczękami, które ściskało się pokręcając kluczem. Dla pewniejszego umocowania łyżew często jeszcze przypinało się je do butów dodatkowymi paskami.